# کبوترک پشت‌زنگاری
کبوترک پشت‌زنگاری (نام علمی: Xolmis rubetra) نام یک گونه از سرده کبوترک‌ها است.